# NDVI
NDVI（エヌディーブイアイ、Normalized Difference Vegetation Index）とは、植生の分布状況や活性度を示す指標である。日本語では正規化差植生指数（他に、正規化植生指数、植生指数など）。
NDVIは次式によって与えられる（ただし、{\displaystyle NIR}は近赤外域の反射率、{\displaystyle RED}は赤色光の反射率である）。
{\displaystyle NDVI={\frac {NIR-RED}{NIR+RED}}}
NDVIは、-1から1の間に正規化された数値で示され、植生が濃い場合、NDVIの値が大きくなる。

## NDVIデータの利用

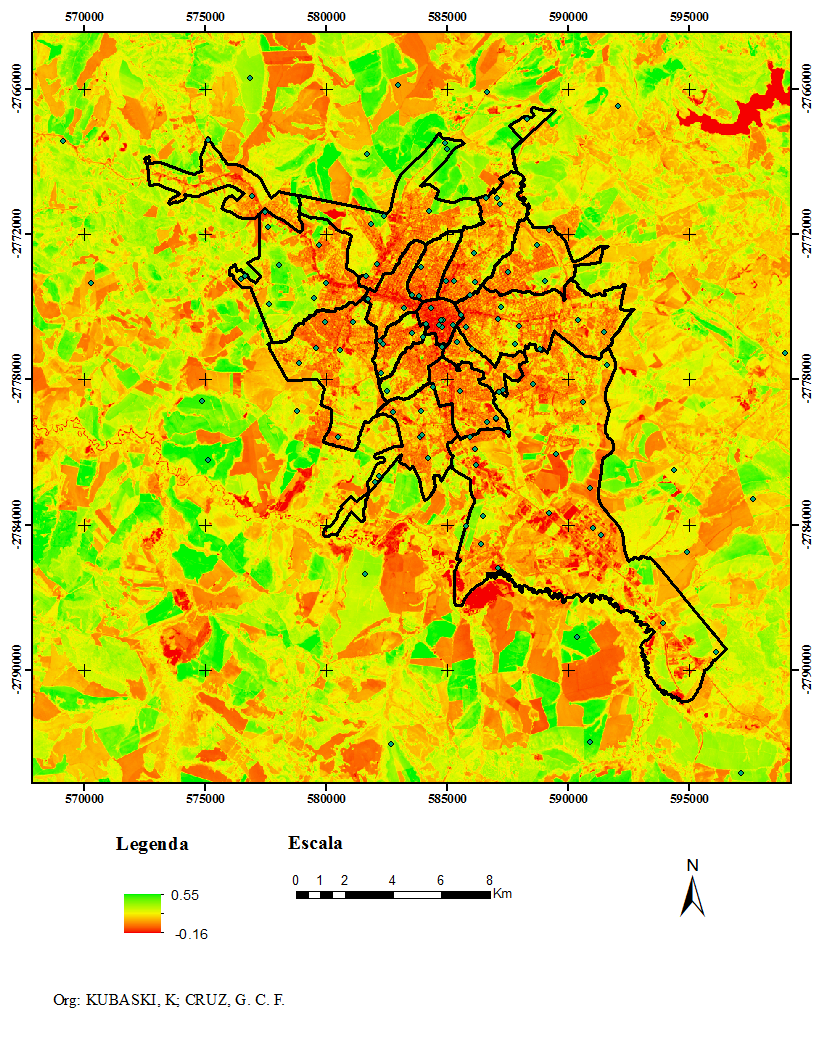
ブラジル南部のポンタ・グロッサの都市部に適用されたランドサット8によるNDVI

NDVIデータによって、気象サービスや洪水、干ばつのモニタリングが行われる。また、どのような昆虫がどんな地域に繁殖しているか、収穫物の生産に関する情報、山火事が起こる可能性を知るときにもこのデータは利用される。森林面積の経年的変化や土地被覆分類の把握に用いられるため、砂漠侵略、森林伐採などの環境問題を考える上でも必要なデータである。森林の活動状況の指標としても使われ、それによって二酸化炭素の吸収量評価の一端を担っている。同様に植物による大気汚染物質の取り込み（大気浄化作用）の量を評価するにも、NDVIデータの応用が期待されている。

## NDVIを利用した研究
NDVIは様々な研究に利用されている。例えば、飯野直子・金柿主税による「2007年のNDVI画像を用いた三宅島火山ガスハザードマッピング」が挙げられる。これは、JERS-1/OPSとTerra/ASTERデータを使用してNDVI画像を作成して、これらの差分をとって18ランクのレベルスライス画像をつくり、ハザードマップを作成したものである。他にも、広島県立総合技術研究所の農業技術センターによる、水稲を安定して生産するために必要な肥培管理の基となる生育診断にNDVIを応用する「幼穂形成期のNDVIと気象要因、穂肥施用量による水稲の収量推定」や東北工業大学と独立行政法人・情報通信研究機構（NiCT）が、山形県庄内平野に吹く清川だしが植生指標に与える影響について調査した「局地風『清川だし』と正規化植生指標（NDVI）について」などがある。
NDVIなどの分光反射を利用した植生指数は入射光の違いによる影響を大きく受ける。そこで，入射光として人工照明を利用して分光反射画像を取得することでNDVIの質を向上させる研究も行われている。

## 参考資料
- 植生指標とは[リンク切れ]
- 国土環境モニタリング[リンク切れ]
- DVIセンサー[リンク切れ]
- 2007年のNDVI画像を用いた三宅島火山ガスハザードマッピング
- 近畿中国四国農業研究センター[リンク切れ]
- 局地風「清川だし」と正規化植生指標（NDVI）について[リンク切れ]